# Дьеп-2 (кантон)
Дьеп-2 (фр. Dieppe-2) — кантон во Франции, находится в регионе Нормандия, департамент Приморская Сена. Входит в состав округа Дьеп.

## Состав кантона с 22 марта 2015 года
В состав кантона входят коммуны (население по данным Национального института статистики за 2018 г.):
- Анвермё (2 051 чел.)
- Анкур (642 чел.)
- Арк-ла-Батай (2 590 чел.)
- Байи-ан-Ривьер (523 чел.)
- Беллангревиль (474 чел.)
- Греж (843 чел.)
- Дампьер-Сен-Никола (465 чел.)
- Дувран (522 чел.)
- Дьеп (10 945 чел.) (восточные кварталы)
- Лез-Иф (73 чел.)
- Мартен-Эглиз (1 600 чел.)
- Мёле (554 чел.)
- Нотр-Дам-д'Альермон (769 чел.)
- Пети-Ко (9 590 чел.)
- Рикарвиль-дю-Валь (174 чел.)
- Сен-Ва-д'Экикевиль (760 чел.)
- Сен-Жак-д'Альермон (344 чел.)
- Сен-Никола-д'Альермон (3 715 чел.)
- Сент-Обен-ле-Коф (850 чел.)
- Сент-Уан-су-Байи (222 чел.)
- Соше (417 чел.)
- Фрёльвиль (362 чел.)

## Политика
На президентских выборах 2022 г. жители кантона отдали в 1-м туре Марин Ле Пен 36,6 % голосов против 25,3 % у Эмманюэля Макрона и 16,6 % у Жана-Люка Меланшона; во 2-м туре в кантоне победила Ле Пен, получившая 55,5 % голосов. (2017 год. 1 тур: Марин Ле Пен – 32,1 %, Жан-Люк Меланшон – 19,7 %, Эмманюэль Макрон – 18,7 %, Франсуа Фийон – 16,4 %; 2 тур: Ле Пен – 50,1 %. 2012 год. 1 тур: Франсуа Олланд — 25,7 %, Николя Саркози — 25,0 %, Марин Ле Пен — 22,9 %; 2 тур: Олланд — 52,8 %. 2007 год. 1 тур: Саркози — 27,9 %, Сеголен Руаяль — 23,0 %; 2 тур: Саркози — 50,3 %).
С 2021 года кантон в Совете департамента Приморская Сена представляют мэр города Дьеп Николя Ланглуа (Nicolas Langlois) и мэр коммуны Арк-ла-Батай Марилин Фурнье (Maryline Fournier) (оба ― Коммунистическая партия).
|                | Кандидаты                        | Партия                   | Первый тур | Первый тур     | Второй тур | Второй тур |
| Кол-во голосов | Кандидаты                        | Партия                   | % голосов  | Кол-во голосов | % голосов  |            |
| -------------- | -------------------------------- | ------------------------ | ---------- | -------------- | ---------- | ---------- |
|                | Николя Ланглуа Марилин Фурнье    | Коммунистическая партия  | 4 753      | 46,29          | 5 650      | 56,58      |
|                | Жан-Кристоф Лемер Бландин Лефевр | Правый блок              | 3 293      | 32,07          | 4 335      | 43,42      |
|                | Алексис Перье Клодин Робер       | Национальное объединение | 4 268      | 28,98          |            |            |

|                | Кандидаты                        | Партия             | Первый тур | Первый тур     | Второй тур | Второй тур |
| Кол-во голосов | Кандидаты                        | Партия             | % голосов  | Кол-во голосов | % голосов  |            |
| -------------- | -------------------------------- | ------------------ | ---------- | -------------- | ---------- | ---------- |
|                | Жан-Кристоф Лемер Бландин Лефевр | Правый блок        | 4 228      | 28,71          | 7 842      | 60,61      |
|                | Морис Балавуэн Коринн Бретон     | Национальный фронт | 4 268      | 28,98          | 5 097      | 39,39      |
|                | Бернар Бребьон Сандрин Юрель     | Левый блок         | 3 344      | 22,71          |            |            |
|                | Николя Ланглуа Патрисия Ридель   | Левый фронт        | 2 887      | 19,60          |            |            |